# Circondario della Pomerania Anteriore Orientale
Il circondario della Pomerania Anteriore Orientale (in tedesco: Landkreis Ostvorpommern) era un circondario del Land tedesco del Meclemburgo-Pomerania Anteriore. Esistette dal 1994 al 2011.

## Storia
Il circondario fu creato nel 1994.
Il 4 settembre 2011 fu fuso con la città extracircondariale di Greifswald e il circondario rurale dell'Uecker-Randow, più parte del circondario di Demmin, formando il nuovo circondario della Pomerania Anteriore-Greifswald.

## Geografia antropica
Al momento dello scioglimento, il circondario si componeva di due comuni extracomunitari (Amtsfreie Gemeinden) e sette comunità (Ämter), che raggruppavano complessivamente 5 città e 91 comuni.

### Comuni extracomunitari (Amtsfreie Gemeinden)
1. Anklam, Città (14.092)
2. Heringsdorf (9.426)

### Comunità (Ämter)
sede del capoluogo *
| - 1. Am Peenestrom 1. Buddenhagen (456) 2. Buggenhagen (296) 3. Hohendorf (958) 4. Krummin (253) 5. Lassan, Città 6. Lütow (368) 7. Sauzin (411) 8. Wolgast, Città (12.359) * 9. Zemitz (876) - 2. Anklam-Land 1. Bargischow (388) 2. Blesewitz (267) 3. Boldekow (604) 4. Bugewitz (319) 5. Butzow (468) 6. Ducherow (2.166) 7. Iven (219) 8. Krien (792) 9. Krusenfelde (190) 10. Liepen (315) 11. Medow (632) 12. Neetzow (637) 13. Neu Kosenow (639) 14. Neuendorf A (153) 15. Neuendorf B (180) 16. Neuenkirchen (324) 17. Postlow (409) 18. Putzar (231) 19. Rossin (161) 20. Sarnow (505) 21. Spantekow (810) * 22. Stolpe an der Peene (362) | - 3. Landhagen 1. Behrenhoff (772) 2. Dargelin (401) 3. Dersekow (1.106) 4. Diedrichshagen (465) 5. Hinrichshagen (857) 6. Levenhagen (425) 7. Mesekenhagen (1.030) 8. Neuenkirchen (2.329) * 9. Wackerow (1.481) 10. Weitenhagen (1.602) - 4. Lubmin 1. Brünzow (705) 2. Hanshagen (942) 3. Katzow (655) 4. Kemnitz (1.187) 5. Kröslin (1.900) 6. Loissin (889) 7. Lubmin (2.031) * 8. Neu Boltenhagen (640) 9. Rubenow (865) 10. Wusterhusen (1.286) - 5. Usedom-Nord 1. Karlshagen (3.137) 2. Mölschow (845) 3. Peenemünde (345) 4. Trassenheide (963) 5. Zinnowitz (3.700) * | - 6. Usedom-Süd 1. Benz (772) 2. Dargen (563) 3. Garz (205) 4. Kamminke (305) 5. Korswandt (556) 6. Koserow (1.696) 7. Loddin (1.050) 8. Mellenthin (472) 9. Pudagla (444) 10. Rankwitz (654) 11. Stolpe auf Usedom (384) 12. Ückeritz (989) 13. Usedom, Città (1.892) * 14. Zempin (943) 15. Zirchow (630) - 7. Züssow 1. Bandelin (672) 2. Gribow (214) 3. Groß Kiesow (1.485) 4. Groß Polzin (493) 5. Gützkow, Città (2.776) 6. Karlsburg (1.479) 7. Klein Bünzow (877) 8. Kölzin (365) 9. Lühmannsdorf (728) 10. Murchin (916) 11. Rubkow (739) 12. Schmatzin (343) 13. Wrangelsburg (236) 14. Ziethen (432) 15. Züssow (1.504) * |